# كيكوكو تسومورا
كيكوكو تسومورا (باليابانية: 津村記久子) (23 يناير 1978، أوساكا في اليابان)؛ كاتِبة وروائية يابانية.

## الجوائز
- جائزة أكوتاغاوا